# Гінріх Ромейке
Гінріх Ромейке  (нім. Hinrich Romeike, 26 травня 1963) — німецький вершник, олімпійський чемпіон.

## Виступи на Олімпіадах
| Олімпіада  | Дисципліна           | Місце |
| ---------- | -------------------- | ----- |
| Афіни 2004 | триборство, особисті | 5     |
| Афіни 2004 | триборство, командні | 4     |
| Пекін 2008 | триборство, особисті | 1     |
| Пекін 2008 | триборство, командні | 1     |